# Jean-Luc Cambier
Pour les articles homonymes, voir Cambier.
Jean-Luc Cambier est un auteur et journaliste belge.

## Biographie
Jean-Luc Cambier étudie à l’Université libre de Bruxelles,, où il obtient une licence en philologie romane, une licence en journalisme et communication sociale, et l’agrégation de l'enseignement secondaire supérieur. Après ces études il se tourne vers le journalisme, travaillant notamment pour le grand quotidien généraliste belge La Dernière Heure, où il crée et anime une page hebdomadaire rock de 1985 à 1987. Il poursuit en 1988 ce goût pour le journalisme musical en venant travailler pour la rubrique Musique de l’hebdomadaire Télé-Moustique. Tout en participant en parallèle à de nombreux autres journaux, il y poursuit sa carrière, devenant responsable du magazine en 1994, puis à partir de 2004 rédacteur en chef, non seulement de Télé Moustique mais également d’une autre publication, Télé Pocket. Il occupe toujours ces fonctions.
Jean-Luc Cambier est également l’auteur de trois livres dont vous êtes le héros, publiés chez Le Livre de poche : La Marque du samouraï, Le Monastère oublié, et Les Guerriers du feu. Il publie également un Astérix interactif aux Éditions Albert René.
Il est également l’auteur de nombreux autres ouvrages plus traditionnels, en collaboration avec Éric Verhoest : L'Encyclopédie du Marsupilami de Franquin, parue chez Marsu Productions en 1991, Blake et Mortimer, histoire d'un retour aux éditions Dargaud en 1996, La Légende des Sambre aux éditions Glénat en 2003, Le Monde Franquin (catalogue d'exposition) aux éditions Marsu Productions en 2004, et Un monde nouveau aux éditions Dargaud en 2006.

## Œuvres

### Ouvrages
- 1987 - Les Guerriers du feu[3], La Loi du sabre, Doug Headline, Éric Verhoest et Jean-Luc Cambier ; ill. de Francis Philipps, Librairie générale française
- 1987 - Le Monastère oublié, La Loi du sabre, Doug Headline, Éric Verhoest et Jean-Luc Cambier ; ill. de Francis Philipps, Librairie générale française
- 1987 - La Marque du samouraï[4], La Loi du sabre, Doug Headline, Éric Verhoest et Jean-Luc Cambier ; ill. de Francis Philipps, Librairie générale française
- 1987 - Le Réveillon[5], Spirou no 2594, Éric Verhoest et Jean-Luc Cambier.
- 1989 - Le Grand Jeu, Éric Verhoest et Jean-Luc Cambier, Éditions Albert René.
- 1991 - L'Encyclopédie du Marsupilami de Franquin : la grande énigme, Batem, Éric Verhoest, Cambier ; [ill., Adam, Batem, Closter, et al.], Marsu productions
- 1996 - Blake et Mortimer : histoire d'un retour[6], Jean-Luc Cambier, Éric Verhoest ; entretiens avec Jean Van Hamme et Ted Benoit, Paris, Dargaud  (ISBN 9782205042627)
- 2003 - La Légende des "Sambre" : entretiens avec Jean-Luc Cambier et Éric Verhoest, Yslaire, Glénat
- 2016 : Éric Verhoest, L'Héritage Jacobs[7], Bruxelles, Éditions Blake et Mortimer, coll. « Autour de Blake et Mortimer », 2016 (ISBN 978-2-87097-237-3, présentation en ligne)

### Catalogues d'expositions
- 2004 - [Exposition. Paris. 2004-2005] Le monde de Franquin... : exposition... du 19 octobre 2004 au 31 août 2005, [Paris, Cité des sciences et de l'industrie] / conçue et produite par Marsu productions, en collaboration avec la Cité des sciences et de l'industrie ; textes, Jean-Luc Cambier et Éric Verhoest, Marsu productions
- 2006 - [Exposition. Paris. 2006], Ted Benoit : un nouveau monde / texte de Jean-Luc Cambier et Éric Verhoest, Dargaud.

### Article
- Jean-Luc Cambier et Éric Verhoest (interviewés par Didier Pasamonik), « « La Légende des Sambre », entretiens avec Jean-Luc Cambier et Éric Verhoest, chez Glénat », ActuaBD,‎ 14 septembre 2003 (lire en ligne, consulté le 4 février 2024).